# Histoire des Juifs en Birmanie

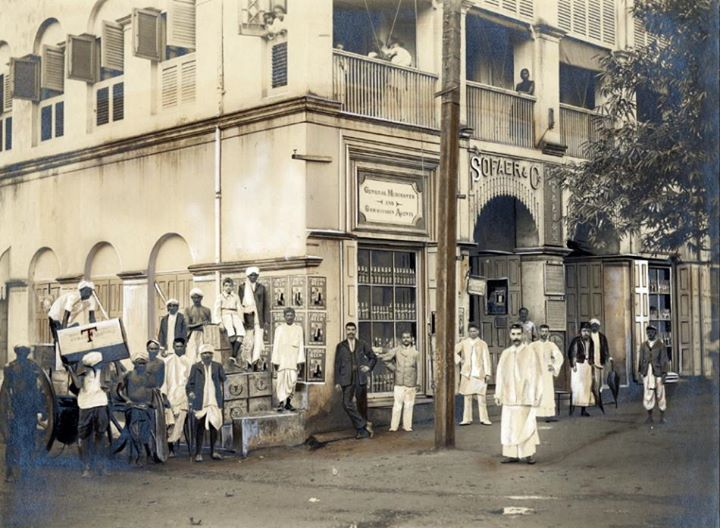
Les Sofaer étaient l'une des principales familles juives de la Birmanie britannique. David Sofaer a brièvement servi comme maire, et le magnifique bâtiment Sofaer se dresse toujours à l'angle de Pansodan (rue Phayre) et de la rue Merchant. La photographie montre l'une des premières entreprises Sofaer le long de la rue Merchant.

L'histoire des Juifs en Birmanie remonte au XIXe siècle et est  liée à celle des Juifs en Inde et au développement de l'Empire britannique. À son apogée la communauté de ce pays bouddhiste de l'Asie du sud-est compta jusqu'à 2 500 membres. Au XXIe siècle il ne reste plus qu'un vingtaine de Juifs dans ce pays.

## Installation
Les Juifs baghdadis étaient solidement implantés à Calcutta dans l'est de l'Inde depuis le début du XIXe siècle. Ils avaient établi en Asie orientale un vaste réseau commercial basé principalement sur le commerce de l'opium étendant ses ramifications jusqu'à Singapour et Hong Kong et transitaient souvent à Rangoon tombée dans l'orbite britannique après la première guerre anglo-birmane (1823-1826). Dans les années 1870 ils fondèrent une communauté qui comprenait aussi des Juifs de Cochin et des Bene Israël eux aussi arrivés d'Inde.

## Les jours heureux
En 1896 fut édifiée à Rangoon la synagogue Musmeah Yeshua, encore en service de nos jours. La communauté essaima à Mandalay, Maymyo, Moulmein, Bassein, Akyab et Toungyi, l'essor démographique rendant même possible la construction d'une seconde synagogue à Rangoon, ville qui fut dirigée par un membre de la communauté, David Sophaer durant les années 1930. Les Juifs disposaient de tout un tissu communautaire assurant l'autonomie religieuse et culturelle dans cette partie de l'Asie très éloignée des grands centres de la diaspora juive.

## Le tournant de la Seconde Guerre mondiale
La Seconde Guerre mondiale entraîne un déclin irréversible de la communauté, l'invasion de la Birmanie par le Japon provoque la fuite des 1 200 Juifs Birmans, soupçonnés d'être trop favorables au pouvoir colonial britannique. Ils trouvent refuge à Calcutta, et seuls 500 reviennent en Birmanie à la fin de la guerre. Les conditions politiques sont favorables à leur réinstallation, d'excellentes relations diplomatiques ayant été nouées entre les états birman et israélien nouvellement indépendants : La Birmanie est le premier pays d'Asie à reconnaître Israël, qui ouvre en 1953 sa première mission diplomatique à Rangoon, devenue une ambassade en 1957.  Le coup d'État du général Ne Win en 1962 change la situation, l'État devient hostile à ses minorités, se ferme aux étrangers et s'engage dans une politique économique désastreuse, ce qui conduit la très grande majorité des Juifs à partir. Dès 1965 il n'y a plus d'office régulier à la synagogue de Rangoon le jour du shabbat. 
On estime que de nos jours il reste une vingtaine de Juifs en Birmanie, regroupés à Rangoon et Mandalay. Le cimetière juif de la capitale, situé en centre-ville, datant d'au moins 1876 et comptant 600 tombes, a été fermé par les autorités qui souhaitent le raser afin de procéder à un réaménagement urbain. La venue de touristes juifs et la présence du personnel de l'ambassade israélienne permet d'assurer le minyan (quorum) lors des fêtes juives célébrées dans la synagogue. Les événements politiques de 2007 en Birmanie ont provoqué une inquiétude croissante au sein d'une communauté déjà très fragilisée.
Le 8 décembre 2013, une célébration interconfessionnelle réunit le Ministre présidentiel du Myanmar U Aung Min, l'ambassadeur américain Derek Mitchell, l'ambassadeur israélien Hagay Moshe Behar, le Yangon Religious Council, et d'autres invités, à l'occasion de l'achèvement de la restauration de la synagogue. Ils mettent à l'honneur l'anthropologue Ruth Cernea, qui a écrit une histoire de la communauté juive à Rangoon ; Laura Hudson du Council et Stuart Spencer, un membre de la diaspora de la synagogue, tous les trois en tant que leaders du projet. Le Yangon Heritage Trust a installé une plaque bleue sur la synagogue, pour marquer son importance historique.